# Sarnia Skała

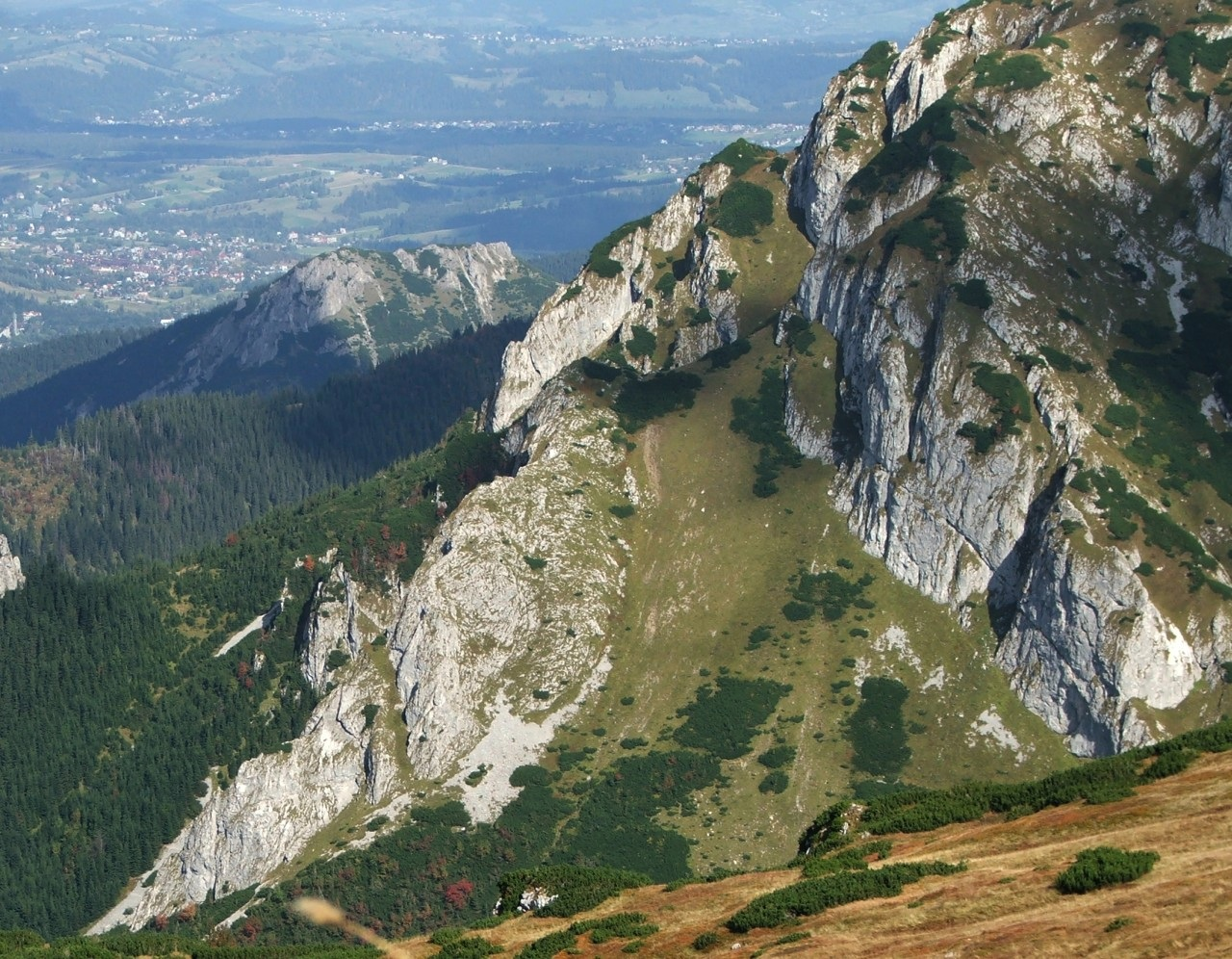
Blick vom Małołączniak

Die Sarnia Skała ist ein Bergmassiv in der polnischen Westtatra mit 1377 Metern Höhe nördlich des Massivs des Giewont.

## Lage und Umgebung
Unterhalb des Gipfels liegen die Täler Dolina Strążyska und Dolina Małej Łąki.

## Tourismus
Die Sarnia Skała ist bei Wanderern sehr beliebt.

### Routen zum Gipfel
Der Wanderweg Ścieżka nad Reglami führt auf den Gipfel.
- ▬ Ein schwarz markierter Wanderweg führt vom Zakopaner Stadtteil Kuźnice über den Gipfel bis ins Tal Dolina Chochołowska.

Als Ausgangspunkt für eine Besteigung seiner Hänge aus den Tälern eignen sich die Kondratowa-Hütte, Ornak-Hütte und das Kalatówki-Berghotel.

## Belege
- Zofia Radwańska-Paryska, Witold Henryk Paryski, Wielka encyklopedia tatrzańska, Poronin, Wyd. Górskie, 2004, ISBN 83-7104-009-1.
- Tatry Wysokie słowackie i polskie. Mapa turystyczna 1:25.000, Warszawa, 2005/06, Polkart, ISBN 83-87873-26-8.

## Panorama

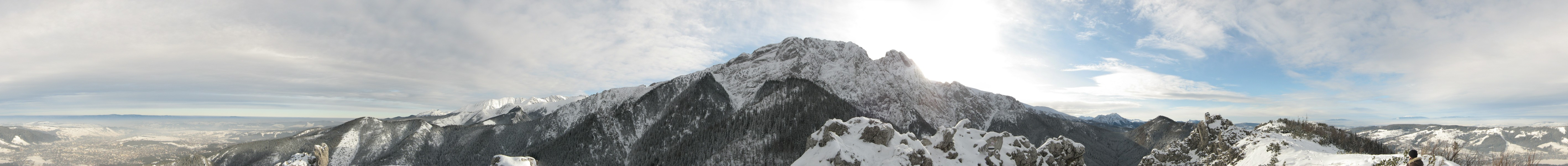
Panorama vom Gipfel im Winter in südliche Richtung, mittig ist das Massiv des Giewont zu sehen